# 皇帝圆舞曲
皇帝圆舞曲（德語：Kaiser-Walzer），作品437，是小约翰·施特劳斯于1889年创作的圆舞曲，为一首音乐会时使用的维也纳华尔滋。
这首圆舞曲最早的标题是「攜手共進」。这一年8月，奥地利皇帝弗兰茨·约瑟夫一世访问德国，同德意志皇帝威廉二世会面，此圆舞曲为了“向奥地利与德意志的友谊干杯”的目的而创作。10月21日在柏林首演。
后来，在德国乐谱出版商弗里茨·西姆羅克的建议下，使用了“皇帝圆舞曲”作为标题，这样满足两位君主的虚荣之心。这一标题被沿用至今。
皇帝圆舞曲在约翰·施特劳斯晚年作品中最受欢迎，与蓝色多瑙河、维也纳森林的故事圆舞曲并称为施特劳斯的“三大圆舞曲”。

## 分析

### 配器
依照工具書《管弦樂作品手冊》指示，本曲配器可簡記為"2 2 2 2—4 2 3 0—tmp+1—hp—str"。

### 結構
序奏
一场宁静的行进开始了圆舞曲的介绍，然后逐渐的渐强渐渐预示着第一圆舞曲的柔和的主要旋律。 随着更多圆舞曲乐节的推出，人们的情绪始终保持乐观和胜利。 临近尾声的大提琴独奏重演了圆舞曲第一节的旋律，然后以小号高奏响了尾声，并在定音鼓上打了鼓，并用强劲的黄铜发声。
第1華爾滋
第2華爾滋

## 外部連結
- 《皇帝圆舞曲》：国际乐谱典藏计划上的乐谱